# Laureano Gómez Castro
Laureano Eleuterio Gómez Castro (Bogotá, 20 de fevereiro de 1889 - Bogotá, 13 de julho de 1965) foi um jornalista, engenheiro civil e político colombiano, tendo sido presidente da Colômbia de 1950 a 1951, e controlou indiretamente o país até 1953, quando um golpe de estado obrigou-o a fugir para a Espanha.

## Vida
Nascido numa família aristocrática de Bogotá, estudou engenharia civil na Universidade Nacional, formando-se em 1909. Chegou ao poder em 1950 como candidato único do Partido Conservador, e foi eleito com 1 140 646 votos, contra apenas 501 de seu adversário, porém uma participação eleitoral de menos de 40%, em meio a desordens incontroláveis nas províncias do país. Ele instituiu políticas autoritárias de direita e suprimiu a oposição e as cortes.
Após sofrer um infarto do miocárdio em 1951, temendo por sua vida, continuou a controlar o poder através de um sucessor-fantoche. Com a ruína da ordem pública devido ao estabelecimento de uma ditadura, os militares tomaram o poder em 1953 obrigando-o a fugir. Gómez permaneceu líder dos conservadores no exílio, e nesta condição em 1956 ele negociou um pacto com o líder liberal Alberto Lleras Camargo para contrapor-se ao regime militar.
No ano seguinte, após o colapso do regime militar, ele e Lleras assinaram a Declaração de Sitges, que definiu os 15 anos seguintes da política colombiana – dividindo a autoridade entre os partidos até 1974. Gómez retornou à Colômbia e dominou o partido Conservador até sua morte, em 13 de julho de 1965.